# Madonna Terranuova
Madonna Terranuova – obraz włoskiego malarza renesansowego Rafaela, namalowany około 1505 roku. Znajduje się w zbiorach Gemäldegalerie, wchodzącego w skład Staatliche Museen zu Berlin.
Jest to jeden z pierwszych obrazów, który Rafael namalował we Florencji. Zleceniodawcą była bliżej nieznana osoba prywatna. Podczas prac nad obrazem malarz inspirował się kartonem do Świętej Anny Samotrzeciej Leonarda da Vinci. Obraz charakteryzuje się monumentalnymi formami i zrównoważaniem planów, na pejzażu są dostrzegalne wpływy szkoły umbryjskiej.
Ubrana w czerwoną suknię i błękitny płaszcz Matka Boża kieruje swój wzrok w stronę syna. Obok Dzieciątka Jezus i Jana Chrzciciela jest trzecie dziecko, którego tożsamość jest nieznana. Jezus i Jan Chrzciciel są połączeniu zwojem, na którym napisano w języku łacińskim Oto Baranek Boży.
Ostatnim prywatnym właścicielem obrazu byli książęta Terranuova. W 1854 roku sprzedali oni obraz Staatliche Museum w Berlinie.